# Mitropacup 1933
De Mitropacup 1933 was de zevende editie van de internationale beker.
Net zoals de vorige jaren namen er enkel teams deel uit Oostenrijk, Hongarije, Tsjechoslowakije en Italië. De landskampioen en bekerwinnaar (of verliezend bekerfinalist) van elk land nam deel. Er werd gespeeld met een knock-outsysteem in heen- en terugwedstrijden. Bij gelijke stand na twee wedstrijden zou er een beslissende wedstrijd komen. Alle acht deelnemers startten in de kwartfinale. Titelverdediger Bologna kon zich niet plaatsen voor de competitie.
In de finale stonden Ambrosiana-Inter en FK Austria Wien tegenover elkaar. Thuis konden de Milanezen met 2-1 winnen maar in de terugwedstrijd won Austria met 3-1 waardoor de beker voor de derde keer door een verschillende Weense club gewonnen werd.

## Kwartfinale
| Teams                     | Teams | Teams            | Heenwedstrijd | Terugwedstrijd | Totaalscore |
| Újpest FC                 | -     | Juventus         | 2:4           | 2:6            | 4:10        |
| Slavia Praag              | -     | FK Austria Wien  | 3:1 (2:1)     | 0:3 (0:1)      | 3:4         |
| Hungária FC MTK Boedapest | -     | Sparta Praag     | 2:3           | 1:2            | 3:5         |
| First Vienna FC           | -     | Ambrosiana-Inter | 1:0 (1:0)     | 0:4 (0:1)      | 1:4         |

## Halve finale
| Teams            | Teams | Teams        | Heenwedstrijd | Terugwedstrijd | Totaalscore |
| Ambrosiana-Inter | -     | Sparta Praag | 4:1           | 2:2            | 6:3         |
| FK Austria Wien  | -     | Juventus     | 3:0 (1:0)     | 1:1 (0:1)      | 4:1         |

## Finale
| Teams            | Teams | Teams           | Heenwedstrijd | Terugwedstrijd | Totaalscore |
| Ambrosiana-Inter | -     | FK Austria Wien | 2:1 (2:0)     | 1:3 (0:1)      | 3:4         |

| Teams            | Ambrosiana-Inter - FK Austria Wien |
| Uitslag          | 2:1 (2:0) |
| Datum            | 3 september 1933 |
| Stadion          | San Siro, Milaan 22.000 toeschouwers |
| Scheidsrechter   | Ferenc Klug (Hongarije) |
| Goals            | 1:0 (43.) Giuseppe Meazza, 2:0 (45.) Felice Levratto; 2:1 (78.) Viktor Spechtl |
| Ambrosiana-Inter | Carlo Ceresoli; Paolo Agosteo, Luigi Allemandi; Alfredo Pitto, Riccardo Faccio, Armando Castellazzi; Francisco Frione, Renato De Manzano, Giuseppe Meazza (C), Attilio Demaria, Felice Levratto Trainer: Árpád Weisz |
| Austria Wien     | Johann Billich; Karl Graf, Walter Nausch (C); Matthias Najemnik, Johann Mock, Karl Gall; Josef Molzer, Josef Stroh, Matthias Sindelar, Viktor Spechtl, Rudolf Viertl Trainer: Josef Blum                             |

| Teams            | FK Austria Wien - Ambrosiana-Inter |
| Uitslag          | 3:1 (1:0) |
| Datum            | 8 september 1933 |
| Stadion          | Wiener Stadion, Wenen 58.000 toeschouwers |
| Scheidsrechter   | František Cejnar (Tsjechoslowakije) |
| Goals            | 1:0 (45.) Matthias Sindelar, 2:0 (73.) Matthias Sindelar; 2:1 (85.) Giuseppe Meazza , 3:1 (88.) Matthias Sindelar |
| Austria Wien     | Johann Billich; Karl Graf, Walter Nausch (C); Matthias Najemnik, Johann Mock, Karl Gall; Josef Molzer, Josef Stroh, Matthias Sindelar, Viktor Spechtl, Rudolf Viertl Trainer: Josef Blum                             |
| Ambrosiana-Inter | Carlo Ceresoli; Paolo Agosteo, Luigi Allemandi; Alfredo Pitto, Riccardo Faccio, Armando Castellazzi; Francisco Frione, Renato De Manzano, Giuseppe Meazza (C), Attilio Demaria, Felice Levratto Trainer: Árpád Weisz |

1927 · 1928 · 1929 · 1930 · 1931 · 1932 · 1933 · 1934 · 1935 · 1936 · 1937 · 1938 · 1939 · 1940 · 1951 · 1955 · 1956 · 1957 · 1958 · 1959 · 1960 · 1961 · 1962 · 1963 · 1964 · 1965 · 1966 · 1967 · 1968 · 1969 · 1970 · 1971 · 1972 · 1973 · 1974 · 1975 · 1976 · 1977 · 1978 · 1980 · 1981 · 1982 · 1983 · 1984 · 1985 · 1986 · 1987 · 1988 · 1989 · 1990 · 1991 · 1992